# Hillman 40 hp
La 40 hp è un'autovettura prodotta dalla Hillman dal 1907 al 1911. È stato il primo modello prodotto dalla casa automobilistica britannica.

## Contesto
Era dotata di un motore a sei cilindri in linea da 9.654 cm³ di cilindrata. L'alesaggio e la corsa avevano una misura di 127 mm. Le valvole erano laterali e ne erano installate due per cilindro. Il raffreddamento era a liquido. La trazione era posteriore, mentre il motore era longitudinale ed anteriore. La 40 hp era disponibile con un solo tipo di carrozzeria, berlina 4/5 posti.